# Actinote aereta
Actinote aereta är en fjärilsart som beskrevs av Jordan 1913. Actinote aereta ingår i släktet Actinote och familjen praktfjärilar. Inga underarter finns listade i Catalogue of Life.